# Yukarıesen, Taşlıçay
Yukarıesen là một xã thuộc huyện Taşlıçay, tỉnh Ağrı, Thổ Nhĩ Kỳ. Dân số thời điểm năm 2011 là 479 người.